# ISO 3166-2:CH
کد ISO 3166-2:CH بخشی از استاندارد ایزو ۳۱۶۶ برای کشور سوئیس است که توسط سازمان بین‌المللی استانداردسازی ISO تنظیم شده‌است این سازمان، کدهای استاندارد را برای تقسیمات کشوری (ایالت‌ها یا استان‌های) کشورهای فهرست شده در استاندارد ایزو ۳۱۶۶-۱ تعریف می‌کند.
هر کد شامل دو بخش می‌گردد که توسط علامت - جدا می‌گردند.
- بخش نخست CH که در ایزو ۳۱۶۶-۱ آلفا-۲ کد کشور سوئیس است.
- بخش دوم شامل یک یا دو یا سه حرف است که بیان‌کننده استان یا ایالت کشور سوئیس می‌باشد.

## کدها
| #  | کدها  | Cantone                |
| -- | ----- | ---------------------- |
| 1  | CH-AG | کانتون آرگاو           |
| 2  | CH-AR | کانتون آپنتسل آوسرهودن |
| 3  | CH-AI | کانتون اپنزل اینرهودن  |
| 4  | CH-BL | کانتون بازل-لاندشافت   |
| 5  | CH-BS | کانتون بازل اشتاد      |
| 6  | CH-BE | کانتون برن             |
| 7  | CH-FR | کانتون فریبورگ         |
| 8  | CH-GE | کانتون ژنو             |
| 9  | CH-GL | کانتون گلاروس          |
| 10 | CH-GR | کانتون گراوبوندن       |
| 11 | CH-JU | کانتون ژورا            |
| 12 | CH-LU | کانتون لوتسرن          |
| 13 | CH-NE | کانتون نوشاتل          |
| 14 | CH-NW | کانتون نیدوالدن        |
| 15 | CH-OW | کانتون ابوالدن         |
| 16 | CH-SG | کانتون سنت گالن        |
| 17 | CH-SH | کانتون شاف‌هاوزن        |
| 18 | CH-SZ | کانتون اشووتس          |
| 19 | CH-SO | کانتون سولوتهورن       |
| 20 | CH-TG | کانتون تورگاو          |
| 21 | CH-TI | کانتون تیچینو          |
| 22 | CH-UR | کانتون اوری            |
| 23 | CH-VS | کانتون وله             |
| 24 | CH-VD | کانتون وو              |
| 25 | CH-ZG | کانتون زوگ             |
| 26 | CH-ZH | کانتون زوریخ           |